# Stacja7.pl
Stacja7.pl – chrześcijański portal społecznościowo-informacyjny. 
Portal został uruchomiony 1 grudnia 2012 początkowo jako internetowy dwutygodnik, dyrektorem zarządzającym została Aneta Liberacka, a jego pierwszym właścicielem było wydawnictwo Znak. Większość materiałów do serwisu przygotowywał początkowo Szymon Hołownia. Nazwa portalu Stacja7 oraz hasło przewodnie „Złap pociąg do wiary” odnoszą się do chrześcijańskiej misji portalu.
W portalu publikowane są informacje dotyczące życia Kościoła katolickiego w Polsce i na świecie, a także artykuły i filmy poświęcone wierze, modlitwie, żywotom świętych i formacji duchowej. Prezentowane treści mają format artykułów oraz materiałów audio i wideo. W skład serwisu wchodzą takie działy jak: “z kraju”, “ze świata”, “z Watykanu”, “modlitwa”, “święci”, “muzyka” “styl życia”, “twoja Biblia”. Redaktorem naczelnym portalu Stacja7 jest Aneta Liberacka. Właścicielem portalu jest spółka Stacja7 z o.o. 
W serwisie ukazują się wydania w formie magazynu. Ich przykładowe tematy: „Świętość życia – adopcja”, „Adwent”, „Światowy Dzień Ubogich”, „Start-up. Trzeba tylko chcieć”, „Powstanie warszawskie”, „Studia. Obudzić pasję”.
W 2019 kierująca portalem Aneta Liberacka została nominowana do Nagrody „Ślad” im. bp. Jana Chrapka za "za ciekawe przedstawianie obrazu współczesnego Kościoła i tematyki religijnej w internecie i mediach społecznościowych oraz za komunikatywny i pozbawiony emocji język dyskusji o sprawach wiary". W 2024 portal został nominowany do nagrody Totus Tuus w kategorii "Totus Tuus medialny dla upamiętnienia bp. Jana Chrapka oraz jego roli w ukazywaniu osoby i nauczania Jana Pawła II w mediach".

## Ewangelizacja
Według portalu prowadzi ona działalność ewangelizacyjną w internecie i mediach społecznościowych, publikując na swoim kanale YouTube cykle rekolekcyjne, których autorami są duchowni m.in.: Adam Szustak, Robert Friedrich, Adam Czuszel, Jakub Bartczak, Marek Dobrzeniecki, Judyta Pudełko, Anna Maria Pudełko, Maciej Okoński, Paweł Kozacki.

## Autorzy
Dotychczas wśród autorów publikujących w Stacji7 znaleźli się m.in.: Adam Szustak, Leon Knabit, Przemysław Śliwiński, Marcin Kowalski, Dominik Ostrowski, Wojciech Węgrzyniak, Roman Zając, Weronika Kostrzewa, Dominika Figurska, Szymon Hołownia, Grzegorz Górny, Dawid Gospodarek, Grzegorz Ryś, Tomasz Terlikowski, Piotr Legutko, Judyta Syrek, Alina Petrowa-Wasilewicz, Szymon Hiżycki, Małgorzata Ziętkiewicz, Paweł Kozacki, Urszula Rzepczak, Brygida Grysiak.

## Akademia Dziennikarstwa
Od 2016 roku Stacja7.pl wspólnie z Papieskim Wydziałem Teologicznym Collegium Joanneum w Warszawie prowadzi zaoczne studium realizujące tematy z obszaru dziennikarstwa, nowych mediów, komunikacji i autoprezentacji pod nazwą „Akademia Dziennikarstwa”. Kierownikiem studium jest Przemysław Śliwiński. Wśród wykładowców dotychczas znaleźli się m.in. Krzysztof Ziemiec, Alina Petrowa-Wasilewicz, Krzysztof Pawlina, Aneta Liberacka, Małgorzata Ziętkiewicz, Małgorzata Steckiewicz, Krzysztof Skórzyński, Robert Mazurek, Szymon Hołownia. Rocznie Akademię kończy 80-100 absolwentów.

## Wydawnictwo Stacja7
Stacja7.pl od 2014 roku prowadzi działalność wydawniczą. W Wydawnictwie Stacja7 ukazały się następujące książki: 
- Wilki Dwa. Męska przeprawa przez życie,  Robert Friedrich, Adam Szustak (wsp. z Społeczny Instytut Wydawniczy „Znak”, 2014)
- Wilki Dwa. W obronie stada, Robert Friedrich, Adam Szustak OP (wsp. z wyd. Znak, 2015)
- Jeszcze pięć minutek, Adam Szustak OP (wsp. z wyd. Znak, 2016)
- Oto Człowiek, Adam Szustak OP (wsp. wyd. Znak, 2017)
- Straszna książka, Adam Szustak OP (2018)
- Szusta Rano, Adam Szustak OP (2019)
- Modlitewnik „Weź i się módl” (2019)
- Nocny Złodziej, Adam Szustak OP (2019)
- Jutro Niedziela – Rok A, Przemysław Śliwiński, Marcin Kowalski (2019)
- 30 scen z życia Maryi, Aneta Liberacka (2020)
- Ballady i Romanse, Adam Szustak OP (2020)
- Jutro Niedziela – Rok B, Przemysław Śliwiński, Marcin Kowalski (2020)
- Siła Nadziei. Uwierzcie w koniec świata, Joachim Badeni, Judyta Syrek (2020)
- Okruchy. 40 konkretów jak nawrócić własne serce, Adam Szustak OP (2021)
- Teologia Tolkiena, Stanisław Adamiak (2021)
- Jutro Niedziela – Rok C, Przemysław Śliwiński, Marcin Kowalski (2021)
- Ojciec Wolnych Ludzi, Paweł Zuchniewicz (2021)
- Jutro Święto, Przemysław Śliwiński, Marcin Kowalski (2022)
- Modlitewnik dla kobiet (2022)
- 40 dni do zbawienia, Kacper Nawrot (2022)
- Druga. Najbardziej niezwykła podróż ku sobie, Anna Hazuka (2022)
- Podwójne wychylenie, Adam Szustak OP (2023)
- Św. Rita. Modlitwy na każdy dzień (we współpracy ze Zgromadzeniem Sióstr Augustianek, 2023)
- Planer Dobroci (2023)
- Droga. 28 kroków do światła, Adela Lemańska (2024)
- Modlitewnik dla dzieci (2024)
- 37 scen z życia ks. Jerzego Popiełuszki, Paweł Kęska ( we współpracy z Muzeum Błogosławionego Ks. Jerzego Popiełuszki, 2024)
- Uzdrów mnie. Siłą modlitwy Ojca Pio pomóż mi Boże (we współpracy z wyd. Serafin,2024)
- Ze szczególnym okrucieństwem. Lekarz medycyny sądowej zwolniony z tajemnicy lekarskiej ujawnia fakty o śmierci ks. Jerzego Popiełuszki, Tadeusz Jóźwik (2024)
- Pokrzep mnie. Jak żyć Duchem Świętym na co dzień, Łukasz Buksa OFM (2024)